# Место под сунцем (књига)
Место под сунцем (фр. La Place) књига француске књижевнице, добитнице Нобелове награде за књижевност 2002. године, Ани Ерно (фр. Annie Ernaux), објављена 1983. године. Српско издање објавила је издавачка кућа Просвета из Београда 1997. године, у преводу Наде Бојић.

## Аутор књиге
Ани Ерно (1940) је француска књижевница и професор књижевности рођена у једном градићу у Нормандији где је провела своје детињство и младост. Потиче из радничке породице. Завршила је два факултета: Универзитет у Руану и Универзитет у Бордоу. Дуги низ година радила је као професор. Књижевну каријеру започела је 1974. године романом Les Armoires Vides (Празни ормани). До сада је написала више од 20 књига. Већина књига су веома кратке и бележе догађаје из њеног живота и живота људи око ње.

## О књизи
Књига Место под сунцем говори о ауторкином оцу који никада није ушао у музеј, није читао новине, ишао у библиотеку. Прича о човеку који је био скроман трговац и који се надао да ће његова ћерка захваљујући студијима, живети боље од њега и мајке. Ауторка овом књигом одбија да заборави своје порекло. Пишући о животу својих родитеља, очевој смрти, удаљавању од њих током студија, признаје да су јој управо они обезбедили њено мало место под сунцем.

## Награде
Роман Место под сунцем је 1974. године добио француску књижевну награду "Ренодо".